# Daniela Ceccarelli
Daniela Ceccarelli är en italiensk alpin skidåkare, född 25 september 1975 i Rocca Priora, Italien. 
Vid OS 2002 vann hon överraskande guld i super-G. Hon deltog även i störtlopp där hon slutade på tjugonde plats och i kombinerat där hon kom på femtonde plats. 
Vid OS 2006 ställde hon upp endast i super-G där hon kom på trettioförsta plats.